# Saint-Hilaire-la-Plaine (ruisseau)
Le Saint-Hilaire-la-Plaine ou ruisseau de Saint-Hilaire-la-Plaine, également appelé ruisseau des Bois et ruisseau de Beaumont dans sa partie amont puis ruisseau de la Gâne dans sa partie médiane, est un ruisseau français du département de la Creuse, en région Nouvelle-Aquitaine, affluent de la Creuse et sous-affluent de la Loire par la Vienne.

## Géographie

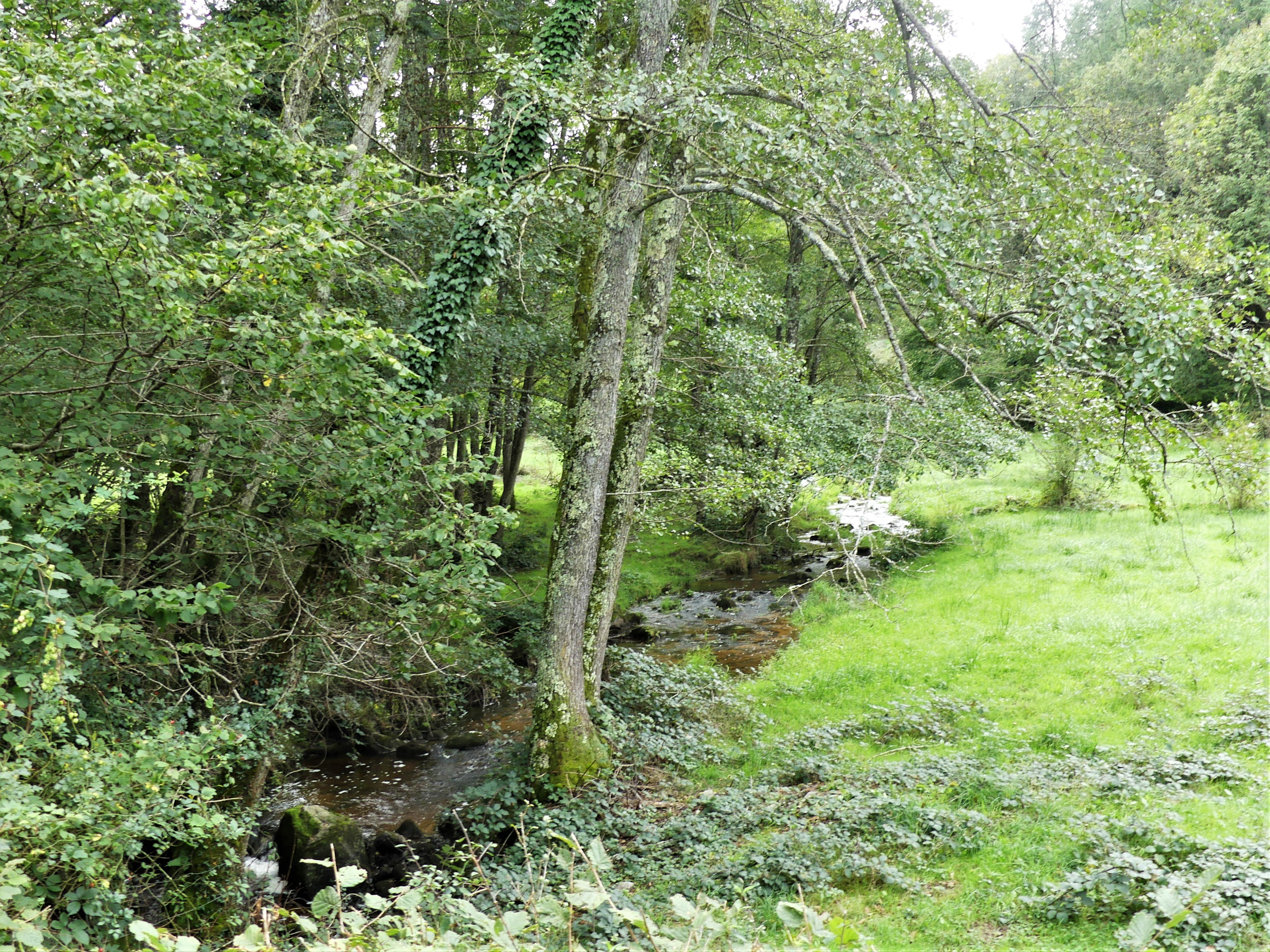
Le Saint-Hilaire-la-Plaine à Mazeirat au pont de la RD 18. Vue vers l'amont.

Pour le Sandre, le Saint-Hilaire-la-Plaine est un cours d'eau unique identifié par le Géoportail sous quatre noms différents : la partie amont porte les noms de ruisseau des Bois puis de ruisseau de Beaumont, auxquels succède le ruisseau de la Gâne, et la partie aval s'appelle ruisseau de Saint-Hilaire-la-Plaine.
Le ruisseau des Bois prend sa source dans le département de la Creuse à 632 mètres d’altitude, sur la commune de Peyrabout, à proximité de la route départementale (RD) 3, à environ 750 mètres au nord-ouest du village de Pétillat.
Il s'écoule vers le nord-est et passe successivement sous les RD 3 et 52. Au sortir du bois de Beaumont, il forme un étang et prend le nom de ruisseau de Beaumont.
Il est franchi par la RD 17 à côté du château de Beaumont puis reçoit sur sa droite le ruisseau de la Gâne dont il emprunte le nom, puis sur sa gauche le ruisseau de Freidefont. Pour sa partie terminale, il prend le nom de ruisseau de Saint-Hilaire-la-Plaine et passe sous la route départementale (RD) 942. Un kilomètre plus loin, il traverse le bourg de Saint-Hilaire-la-Plaine en sortie duquel il est franchi par la ligne ferroviaire Guéret-Montluçon. Ensuite, il reçoit le ruisseau des Gouttes sur sa gauche puis passe sous la RD 18.
Un kilomètre après, il rejoint la Creuse en rive gauche, sur la commune de Mazeirat, à 330 mètres d’altitude.
S'écoulant globalement du sud-ouest vers le nord-est, l'ensemble ruisseau des Bois-ruisseau de Beaumont-ruisseau de la Gâne-ruisseau de Saint-Hilaire-la-Plaine est long de 11,41 km.

### Communes et département traversés
Dans l'arrondissement de Guéret et le département de la Creuse, le Saint-Hilaire-la-Plaine arrose quatre communes, soit d'amont vers l'aval : Peyrabout (source), Saint-Yrieix-les-Bois, Saint-Hilaire-la-Plaine et Mazeirat (confluence avec la Creuse).

### Bassin versant
Son bassin versant est constitué d'une zone hydrographique : « La Creuse du ruisseau de Chézalet au ruisseau des Mazeaux (non compris) », au sein du bassin DCE beaucoup plus étendu « La Loire, les cours d'eau côtiers vendéens et bretons ».
Hormis les quatre communes que traverse le Saint-Hilaire-la-Plaine, son bassin versant s'étend également à la commune de La Saunière où son affluent le ruisseau de Freidefont prend sa source. Avec un dénivelé de 302 mètres, sa pente moyenne s'établit à 26,47 mètres par kilomètre.

### Affluents
Parmi les cinq affluents répertoriés par le Sandre, les deux plus importants sont le ruisseau de la Gâne, long de 3,05 km, en rive droite, ayant lui-même un affluent du même nom, et le ruisseau des Gouttes 3,02 km en rive gauche.
Les trois autres sont en rive gauche le ruisseau de Freidefont, long de 1,89 km et en rive droite deux affluents sans nom longs de 0,5 km et 2,11 km.
Le Saint-Hilaire-la-Plaine ayant un seul sous-affluent, le ruisseau de la Gâne lui-même affluent du ruisseau homonyme, le nombre de Strahler du Saint-Hilaire-la-Plaine est donc de trois.

### Organisme gestionnaire
Le bassin versant du Saint-Hilaire-la-Plaine est couvert par le schéma d'aménagement et de gestion des eaux (SAGE) « Creuse ». 
Ce document de planification, dont le territoire correspond au bassin de la Creuse, d'une superficie de 9 544 km2 est en cours d'élaboration. La structure porteuse de l'élaboration et de la mise en œuvre est l'établissement public territorial de bassin de la Vienne.